# Rumänischer Lloyd
Der Rumänische Lloyd war eine Wirtschaftszeitung in Bukarest von 1884 bis 1916.

## Geschichte
Am 1. (13.) Juli 1884 erschien die erste Ausgabe des Lloydul român/Rumänischer Lloyd als zweisprachige Zeitung in Bukarest, wahrscheinlich zunächst als Wochenzeitung. Sie berichtete vor allem über Themen aus Handel, Finanzen, Land- und Forstwirtschaft.
Seit November 1884 benannte sie sich einige Monate in Neue Bukarester Zeitung um, dann in Bukarester Freie Presse. Seit November 1885 erschien sie wieder unter ihrem ersten Namen, seit Dezember 1886 nur noch in deutscher Sprache.
Spätestens seit 1891 war sie eine Tageszeitung und enthielt ein breiteres Spektrum von Berichten aus Politik, Wirtschaft und Kultur. Sie war in dieser Zeit freisinnig eingestellt und wurde von der Pazifistin Bertha von Suttner als der Friedensidee sympathisch gegenüberstehende Zeitung eingeschätzt. Ihr Chefredakteur Hermann Schroff wurde in dieser Zeit aus Rumänien ausgewiesen, weil er einen kritischen Artikel über Kaiser Wilhelm II. abgedruckt hatte. 1902 hatte der Rumänische Lloyd eine Auflage von 3500 Exemplaren.
Im August 1916 erschienen die letzten Ausgaben.
Leiter
- Hans Kraus, 1884, Gründer
- Joseph Schlesinger, 1884, Gründer
- Hermann Schroff, um 1892/1894, Leiter
- Gustav Albrecht, 1902, Herausgeber

## Bukarester Lloyd
Seit 1870 gab es eine zweisprachige Zeitung Lloyd de Bucureşti/Bukarester Lloyd durch den mittelfränkischen Journalisten Julius Wechsler, die aber nur kurzzeitig bestand.
Von 1922 bis 1923 wurde noch einmal ein Bukarester Lloyd als Tageszeitung mit fortgesetzter Nummern- und Jahrgangszählung des Rumänischen Lloyd herausgegeben.